# Crna Reka
Crna Reka (makedonska: Црна Река) är ett vattendrag i Nordmakedonien. Det ligger i den centrala delen av landet, 70 kilometer sydost om huvudstaden Skopje.
Trakten runt Crna Reka består i huvudsak av gräsmarker. Runt Crna Reka är det ganska glesbefolkat, med 45 invånare per kvadratkilometer.